# Seloutky
Seloutky è un comune della Repubblica Ceca facente parte del distretto di Prostějov, nella regione di Olomouc. Nel 2023, il numero dei suoi residenti era di 538.